# 249
249是248與250之間的自然數。

## 在數學中
- 合數，正因數有1、3、83和249。
質因數分解為{\displaystyle 3\times 83}。
- 虧數，真因數和為87，虧度為162。
- 不尋常數，大於平方根的質因數為83。
- 第80個半質數。前一個為247、下一個為253。
- 無平方數因數的數。
- 十进制的等數位數。
- 第5個數，使得2n+1、4n+1、8n+1都是質數（前4個數是9、96、15、219）

## 在人類文化中
- 63大廈高度249公尺，落成當時為全亞洲最高的樓宇
- 《太極圖說》是宋代哲學家周敦頤的哲學著作，全文只有249字
- 新北市八里區的郵遞區號為249

## 在其他領域中
- 西元249年和前249年